# Paracharon caecus
Genre
Espèce
Paracharon caecus, unique représentant du genre Paracharon, est une espèce d'amblypyges de la famille des Paracharontidae.

## Distribution
Cette espèce est endémique de Guinée-Bissau. Elle se rencontre vers Bolama et Cacine.

## Habitat
Elle se rencontre dans des termitières.

## Description
Le syntype le plus long mesure 7,3 mm.
La femelle lectotype mesure 8,11 mm et la femelle paralectotype 7,72 mm.
Cette espèce est anophtalme.

## Systématique et taxinomie
Cette espèce a été décrite par Hansen en 1921.
Ce genre a été décrit par Hansen en 1921. Il est placé dans les Paracharontidae par Weygoldt en 1996.

## Publication originale
- Hansen, 1921 : « The Pedipalpi, Ricinulei, and Opiliones (exc. Op. Laniatores) collected by Mr. Leonardo Fea in tropical West Africa and adjacent islands. » Studies on Arthropoda, Gyldendalske Boghandel, Kjøbenhavn, vol. 1, p. 1–55 (texte intégral).